# آنا ماريا بيكيو
انا ماريا بيكيو (بالإسبانية: Ana María Picchio)‏ (و. 1946 – م) هي ممثلة من الأرجنتين. ولدت في بوينس آيرس.

## قائمة الأعمال

### الأفلام
- (1985)  منفي غارديل

## وصلات خارجية
- آنا ماريا بيكيو على موقع IMDb (الإنجليزية)
- آنا ماريا بيكيو على موقع ألو سيني (الفرنسية)
- آنا ماريا بيكيو على موقع أول موفي (الإنجليزية)
- آنا ماريا بيكيو على موقع قاعدة بيانات الأفلام السويدية (السويدية)
- آنا ماريا بيكيو على موقع قاعدة بيانات الفيلم (الإنجليزية)
- آنا ماريا بيكيو على موقع كينوبويسك (الروسية)